# تشک

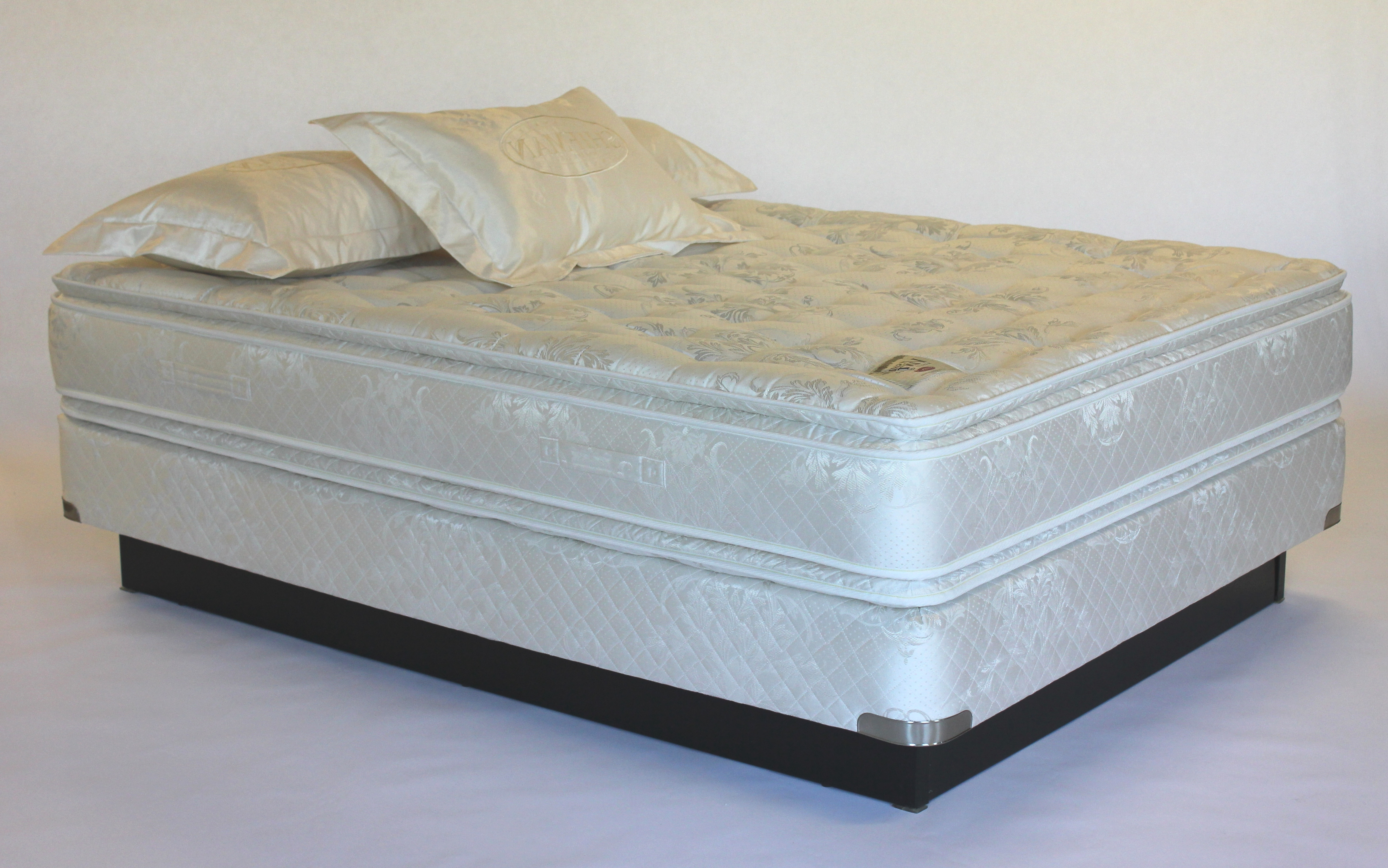
تشک فنردار دو لایه به‌کاررفته روی تخت‌خواب

تُشَک لایهٔ نرم از جنس پشم یا پنبه است که روی زمین یا روی تخت برای راحتی خواب آدمی جای می‌گیرد به گونه‌ای که همگی بدن را دربرمی‌گیرد. داخل تشک ممکن است از موادی مانند: پارچه‌های سنگین، مو، نی، پنبه، فوم، اسفنج و غیره تشکیل شده باشد. تشک‌ها به دو مدل تشک طبی و فنری تقسیم می‌شوند که نمونه فنری آن نیز به دو صورت فنر متصل و فنر منفصل می‌باشد.
کلمهٔ تشک مشتق شده از واژهٔ مطرح عربی، که به معنی «چیزی انداخته پایین» یا «مکان که در آن چیزی است انداخته پایین» و از این رو «حصیر، کوسن». در طول جنگ‌های صلیبی اروپایی به تصویب رسید روش عربی از خواب بر مخده بر روی زمین، و واژهٔ مطرح در نهایت به انگلیسی میانه از طریق زبان‌های عاشقانه فرود.

## انواع
۱. تشک‌های طبی: مغزی این نوع تشک‌ها کلاً از اسفنج می‌باشد و نسبت به نوع تشک طبی از ریباند و اسفنج به شکل ترکیبی استفاده می‌گردد که لایهٔ انتهای آن از ریباند ۹۰ درصد ساخته شده‌است، که با ۱ الی ۲ سانتی‌متر فرو رفتگی، مناسب برای سالمندان و بیماران ارتوپدی می‌باشد. یک سری از تشک‌های طبی، که به تشکهای ارتوپدی معروف هستند با درصد سختی ۱۰۰ درصد، مناسب افرادی که تشک‌هایشان نبایستی بیشتر از نیم سانتی‌متر فرو رفتگی داشته باشد عرضه می‌گردد.
۲. تشک‌های فنری: تشک‌های فنری به دو صورت فنر متصل و منفصل تولید می‌گردد؛ که در ارتفاع‌های متفاوت و کیفیت‌های مناسب، برای اکثر افراد استفاده می‌شود.
تشک‌های اولیه شامل انواع مواد طبیعی از جمله نی، پر یا موی اسب بود. تشک‌های مدرن معمولاً شامل مواد مانند لاتکس، ویسکوالاستیک یا سایر فوم‌های پلی یورتان انعطاف‌پذیر است. در سال ۱۸۹۹ جیمز مارشال معرفی اولین جداگانه بسته‌بندی بهار سوراخ تشک سیم پیچ در حال حاضر معمولاً به عنوان کویل مارشال شناخته شده‌است. تشک نیز ممکن است با هوا یا آب، یا انواع الیاف طبیعی، از جمله در پر شود. الیاف ابریشمی درخت پنبه یا درخت ابریشم به عنوان ماده تشک در جنوب شرقی آسیا، و سخت و زبر در جنوب آسیا است.